# 泉中央駅

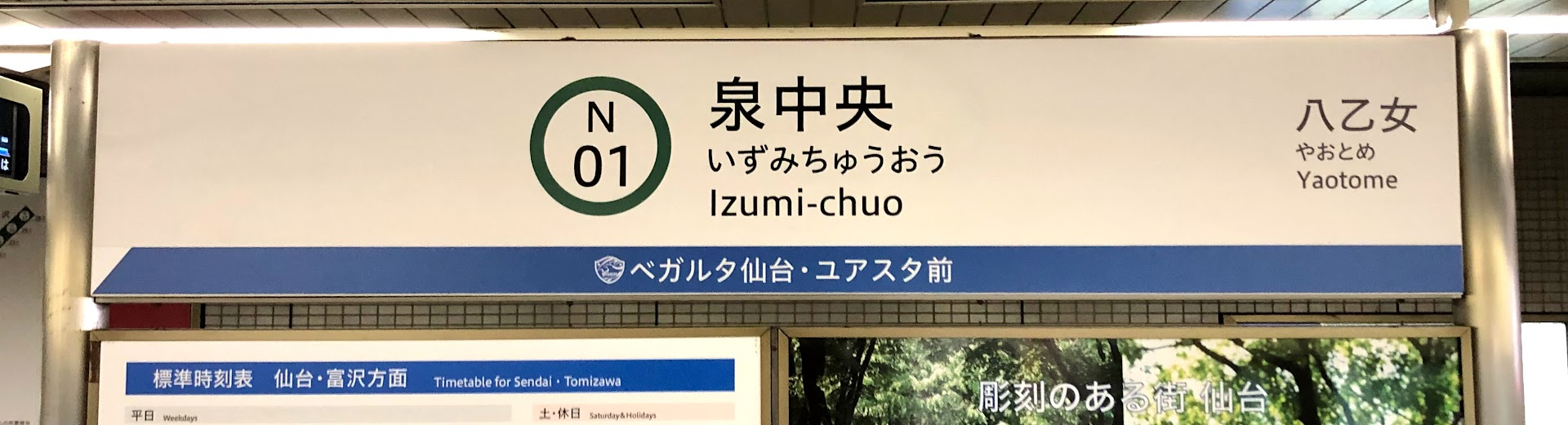
副駅名

泉中央駅（いずみちゅうおうえき）は、宮城県仙台市泉区泉中央一丁目にある仙台市地下鉄南北線の駅である。駅番号はN01。
南北線の起点である。副駅名は「ベガルタ仙台・ユアスタ前」。
2020年7月現在、本州で最も北にある地下鉄駅である。

## 歴史
- 1992年（平成4年）7月15日 - 開業[1]。
- 2004年（平成16年）12月1日 - 北1出口、新改札口（北改札）供用開始。
- 2005年（平成17年）4月1日 - 北2出口、北3出口供用開始。泉区役所、イズミティ21近くから地下鉄構内に入ることが出来るようになった。
- 2010年（平成22年）2月20日 - 可動式ホーム柵運用開始。
- 2011年（平成23年）
  - 3月11日 - 東日本大震災により営業休止。
  - 3月14日 - バス代行運転による運行開始。
  - 4月29日 - 全線復旧により営業再開。
- 2014年（平成26年）12月6日 - IC乗車券・icsca導入[2]。
- 2015年（平成27年）
  - 2月28日 - 駅構内売店が閉店。
  - 7月29日 - ファミリーマート泉中央駅店が開店[3][4]。
- 2017年（平成29年）3月29日 - セブン銀行ATM設置[5]。
- 2023年（令和5年）1月10日 - 副駅名「ベガルタ仙台・ユアスタ前」を導入[6]。
- 2024年（令和6年）5月25日 - 構内を期間限定でベガルタ仙台仕様にラッピング[7]。（詳細は#ギャラリーを参照）

## 駅構造
島式ホーム1面2線を有する地下駅である。ホームは地下1階、コンコースは1階にある。東側に留置線が設けられている。当駅に到着した列車は、そのまま折り返し富沢行きとなる。勾当台管区駅管轄。南改札前にファミリーマート泉中央駅店、北改札に定期券発売所がある。
駅舎はヒューモススウィングという駅ビルである。駅施設（地下1階・1階）とテナント階（2階から6階）とが分離されており、駅内から駅ビルへ向かうためには一度ビル外へ出る必要がある。南北線北端のターミナル駅となっており、バスターミナル・タクシープールを併設し、パークアンドライドが推進 され、キスアンドライド用の停車帯も設置されている。
のりば
| 1 | ■ 南北線 |  | 仙台・長町・富沢方面 |  |
| 2 | ■ 南北線 |  | 仙台・長町・富沢方面 |  |

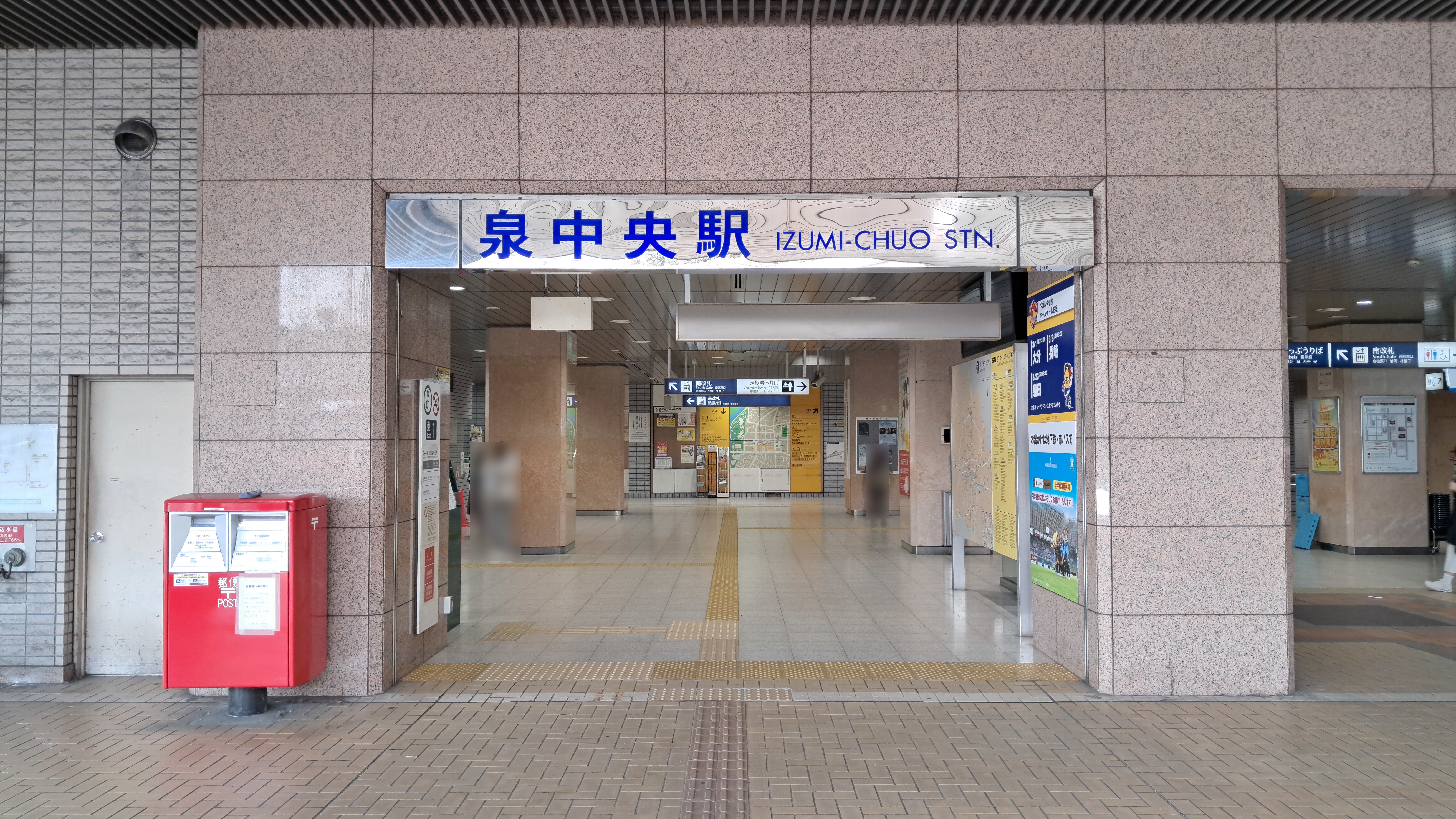
東1出入口（2025年2月）
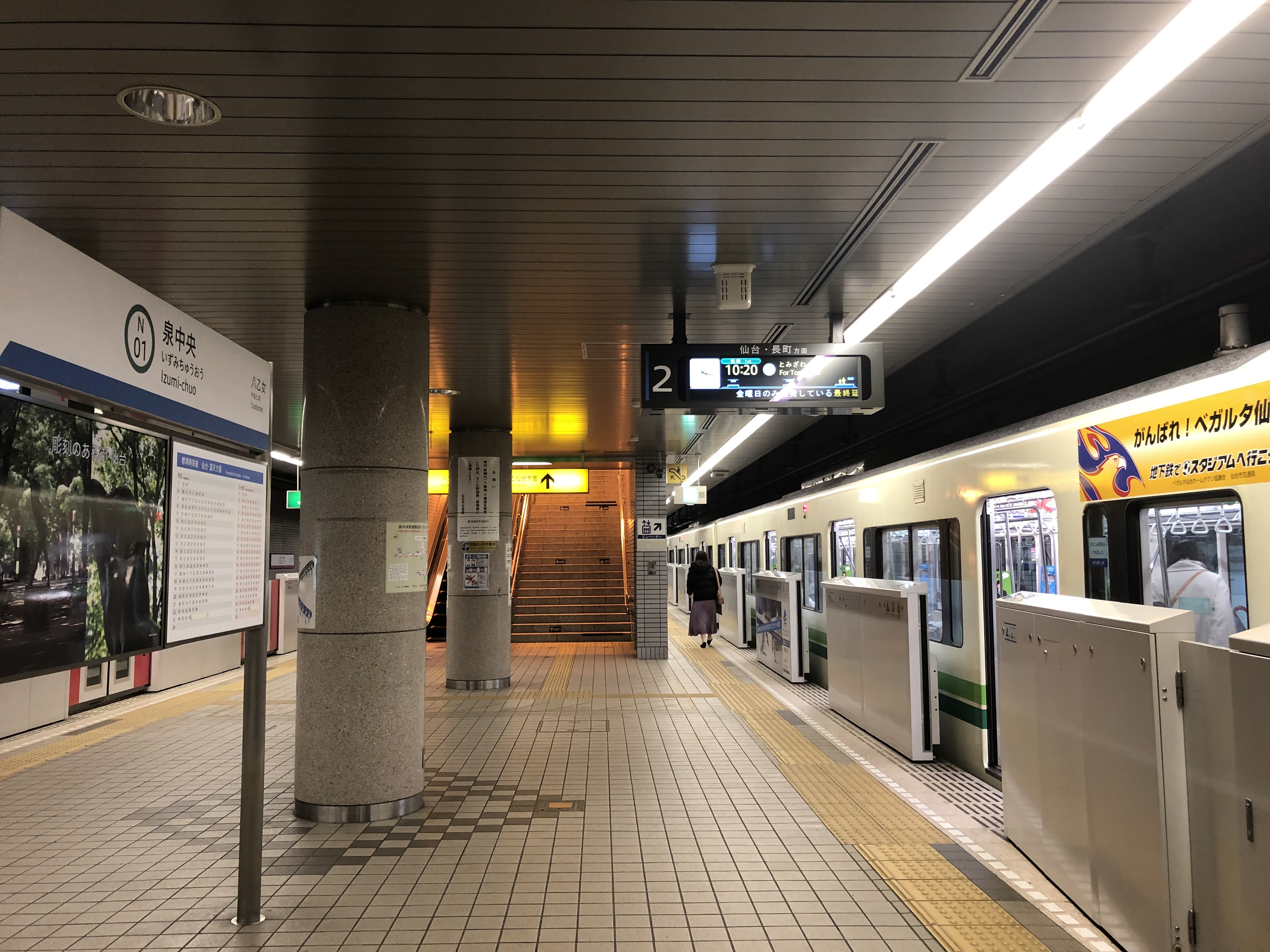
ホーム

## 利用状況
乗車人員数は仙台市地下鉄の駅では仙台駅に次ぐ第2位で、仙台市の地下鉄単独駅の中では最も多い。2011年度は、東日本大震災による被害に伴う当駅 - 台原駅間の区間運休（バス代行運転実施）により、利用者数が落ち込んだ。
| 乗車人員推移 | 乗車人員推移     |
| 年度         | 一日平均乗車人員 |
| ------------ | ---------------- |
| 1999         | 21,840           |
| 2000         | 22,145           |
| 2001         | 22,313           |
| 2002         | 22,303           |
| 2003         | 22,383           |
| 2004         | 22,896           |
| 2005         | 23,204           |
| 2006         | 23,331           |
| 2007         | 23,516           |
| 2008         | 23,453           |
| 2009         | 23,059           |
| 2010         | 22,199           |
| 2011         | 20,988           |
| 2012         | 23,998           |
| 2013         | 24,669           |
| 2014         | 24,485           |
| 2015         | 25,102           |
| 2016         | 26,029           |
| 2017         | 26,648           |
| 2018         | 26,774           |
| 2019         | 26,312           |
| 2020         | 19,192           |
| 2021         | 20,565           |
| 2022         | 22,336           |
| 2023         | 23,193           |

- 2023年度（令和5年度）
  - 1日平均乗車人数： 23,193人[9]

一日平均乗車人員（単位：人/日）

## 駅周辺

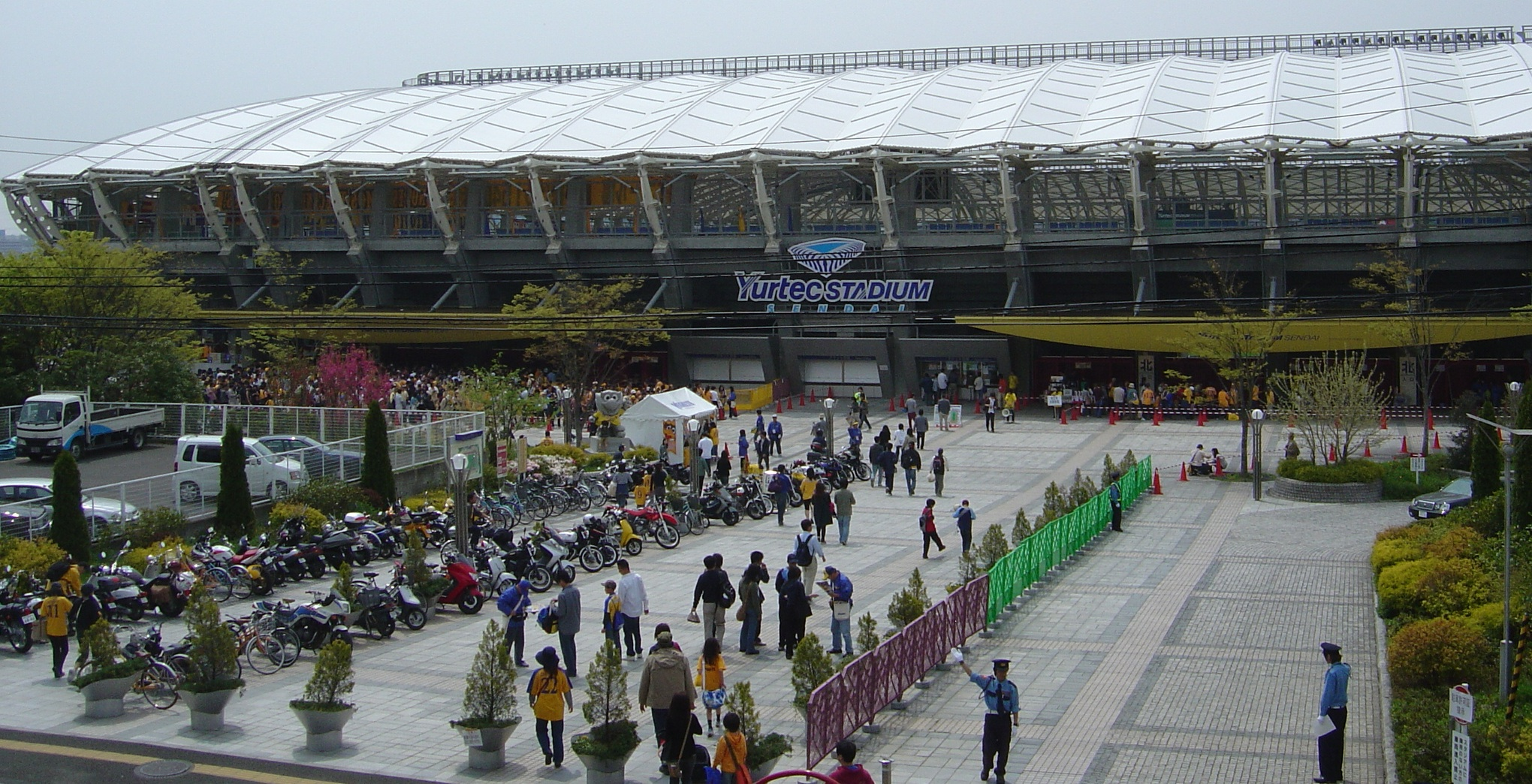
仙台スタジアム

駅付近は七北田川北岸の河岸段丘に位置しているため、北側から南側に向かって下り坂となっており、駅北端と駅南端では約1から2階層分ほど高さが異なっている。駅ビルは七北田川北岸の河岸段丘地形を巧みに利用したペデストリアンデッキおよび歩行者専用道路で周辺と繋がる。ペデストリアンデッキにはツツジやハナミズキなどの植栽があるほか、モニュメント「ピラミッドの泉」があり、仙台市の「杜の都・仙台 令和版 わがまち緑の名所100選」に選ばれている。ペデストリアンデッキ階下のオープンスペース「おへそひろば」では、各種のイベントが開催されている。2002年（平成14年）には「ペデストリアンデッキ付きの洒落た駅舎」として東北の駅百選に選定された。

### 北1出入口
- 仙台循環器病センター
- セルバテラス
- 北日本銀行泉中央支店

### 北2出入口
- 泉区役所泉郵便局

### 北3出入口
- 仙台市泉文化創造センター（仙台銀行ホール イズミティ21）
- 仙台市健康増進センター
- 仙台市北部発達相談支援センター
- 泉中央公園
- 仙台市障碍者総合支援センター
- 宮城県泉高等学校
- 七十七銀行将監支店
- 仙台銀行将監支店

### 東1出入口
- バス・タクシーのりば
- のびすく泉中央
- 仙台市泉図書館
- 仙台スタジアム（ユアテックスタジアム仙台）
- 宮城県警察泉警察署
- セルバ
- ヒューモススウィング
  - ヴィーフジサキ泉中央店
  - fmいずみ
  - 泉中央駅内郵便局
- 杜の都信用金庫泉中央支店
- 東邦銀行仙台泉支店

2020年（令和2年）11月、宮城テレビ放送が駅東口の土地を取得した。

### 西1出入口
- 七北田公園（やまいちサステナパーク七北田公園）
  - 七北田公園体育館（やまいちサステナパーク七北田公園体育館）
  - 七北田公園都市緑化ホール（やまいちサステナパーク七北田公園都市緑化ホール）
- 仙台市泉総合運動場
  - シェルコムせんだい
  - 泉サッカー場
- 七十七銀行泉中央支店
- 秋田銀行仙台泉中央支店
- 仙台市立仙台商業高等学校

## バスのりば

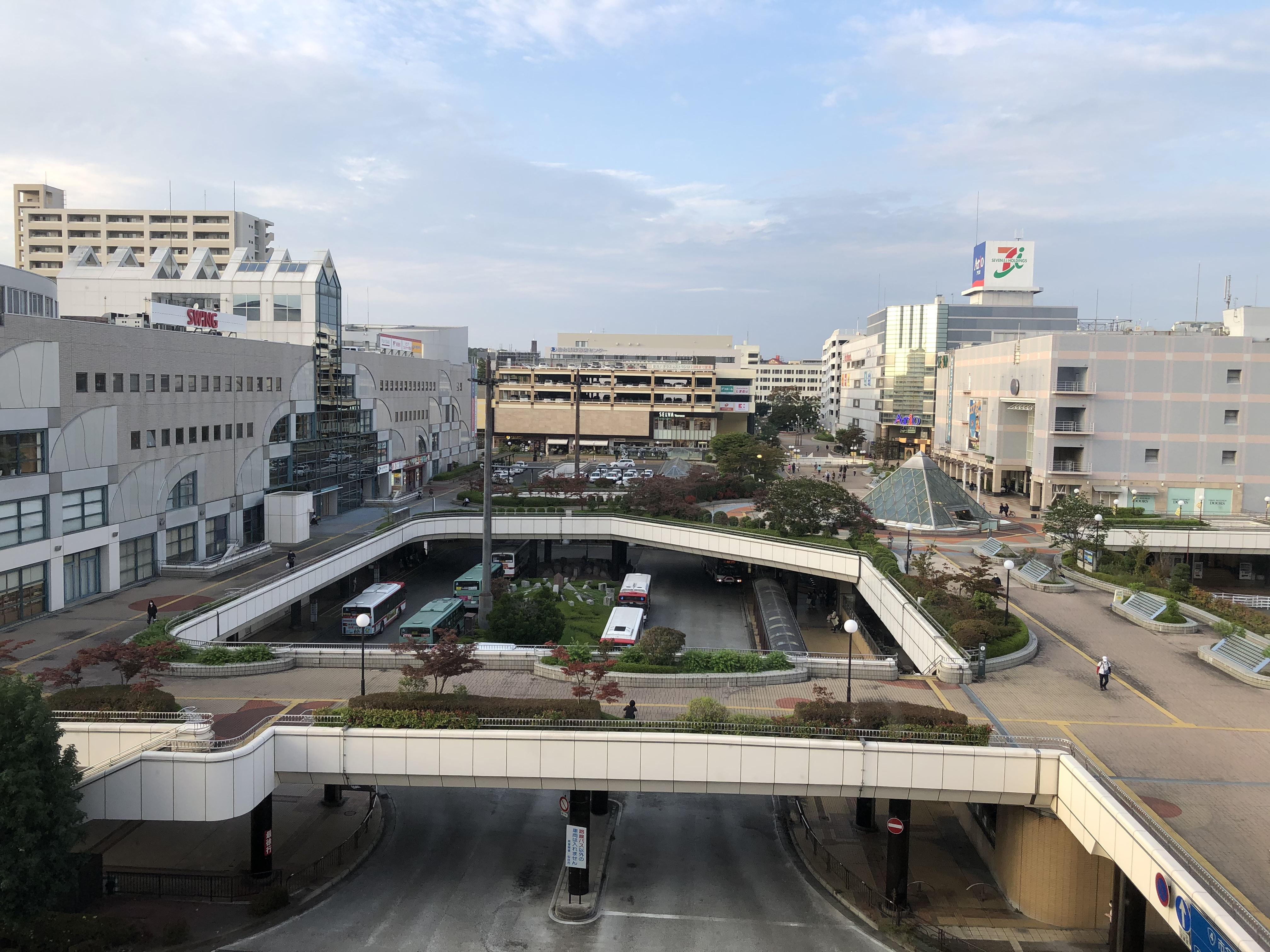
仙台市泉中央駅前駐車場（立体駐車場）から見たバスプールと周辺の様子

駅周辺には泉中央駅バスプールと泉中央駅北口バス停留所が設置されているが、泉中央駅北口は仙台市営バスと宮城交通の降車専用ポールが設けられているのみであり、ここからの乗車はできない。泉中央駅の乗り場は以下の通り。
| のりば    | バス会社       | 行き先 |
| --------- | -------------- | --- |
| 1         | 仙台市営バス   | [28]加茂小・長命ケ丘二丁目経由 北中山・西中山 [30]北環状線経由 南吉成 [X30]北環状線・南吉成経由 実沢営業所 [35]川平団地経由 北中山・聖和短大 [38]北環状線経由 青陵校・貝ケ森一丁目 |
| 1-2       | WILLER EXPRESS | バスタ新宿 |
| 2         | 仙台市営バス   | [10]根白石経由 泉岳自然ふれあい館 [11]根白石経由 旗枠・杉の崎公会堂 [12]根白石経由 福岡・花輪 [13]実沢経由 根白石市民センター [14]野村経由 実沢営業所 [15]根白石経由 朴沢 [16]根白石・朴沢経由 旗枠・杉の崎公会堂 [18]野村経由 いずみ墓園（休日、お盆、彼岸のみ運行） [20]野村・実沢・窪経由 住吉台 [21]実沢・泉ビレジ・水泉荘経由 泉ビレジ・実沢(営) [22]実沢・泉ビレジ・北中山経由 泉ビレジ・実沢(営) [25]みやぎ台・赤坂三丁目・高野原経由 陸前落合駅・愛子駅 |
| 3         | 宮城交通       | 泉パークタウン車庫 寺岡三丁目 泉総合運動場前 テクノヒルズ東 |
| 4         | 宮城交通       | 泉ヶ丘・パルタウン大富経由 富谷営業所 泉ヶ丘・あけの平経由 南富谷サニータウン 東北学院大学泉キャンパス 永和台・松森団地 |
| 5         | 宮城交通       | 向陽台団地 向陽台循環 明石台団地 新富谷ガーデンシティ 新富谷ガーデンシティ経由 / 七北田・あけの平経由吉岡 イオン富谷店経由 上桜木・大清水 |
| 5         | ミヤコーバス   | 七北田・あけの平経由 吉岡 吉岡経由 松坂平五丁目 |
| 5-2       | 宮城交通       | 松陵ニュータウン 鶴が丘ニュータウン 岩切駅前 ［快速］イオンモール新利府南館 |
| 6         | 宮城交通       | 将監ニュータウン経由泉パークタウン車庫 将監団地 みずほ台経由 旭ヶ丘駅・仙台駅前 加茂・桜ヶ丘・北山トンネル経由 仙台駅前 |
| 7         | 宮城交通       | 降車専用 |
| 8         | 宮城交通       | 降車専用 |
| 番号 なし | 仙台市営バス   | 降車専用 |

宮城交通については泉地区、富谷方面発仙台駅前行が泉区役所・イズミティ21前バス停と泉警察署前バス停に停車し、仙台駅前行は泉中央駅を始発とする将監団地線、みずほ台線を除き泉中央駅には乗り入れていない。これらのバス停は地下鉄乗り継ぎ指定バス停になっている。また、宮城交通のうち泉パークタウン方面から泉中央駅へ向かう系統は泉中央駅北口を終点としている。
以前は今の西口に「地下鉄泉中央駅西口」降車場があったが、北口・北改札口の運用開始により同降車場は廃止された。

## 隣の駅
仙台市地下鉄
■ 南北線
泉中央駅 (N01) - 八乙女駅 (N02)

## ギャラリー

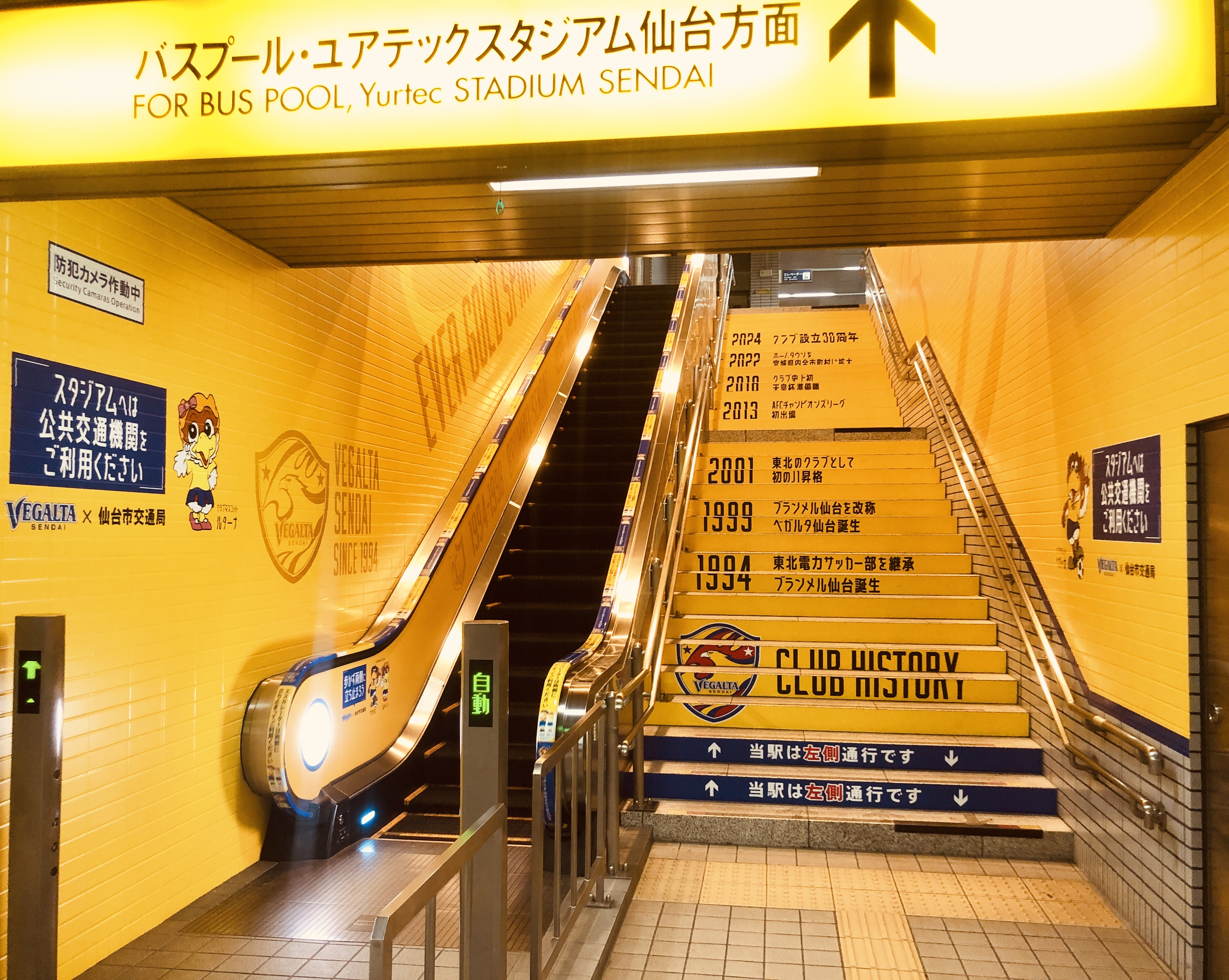
ベガルタ仙台ラッピング上り（2024年5月）
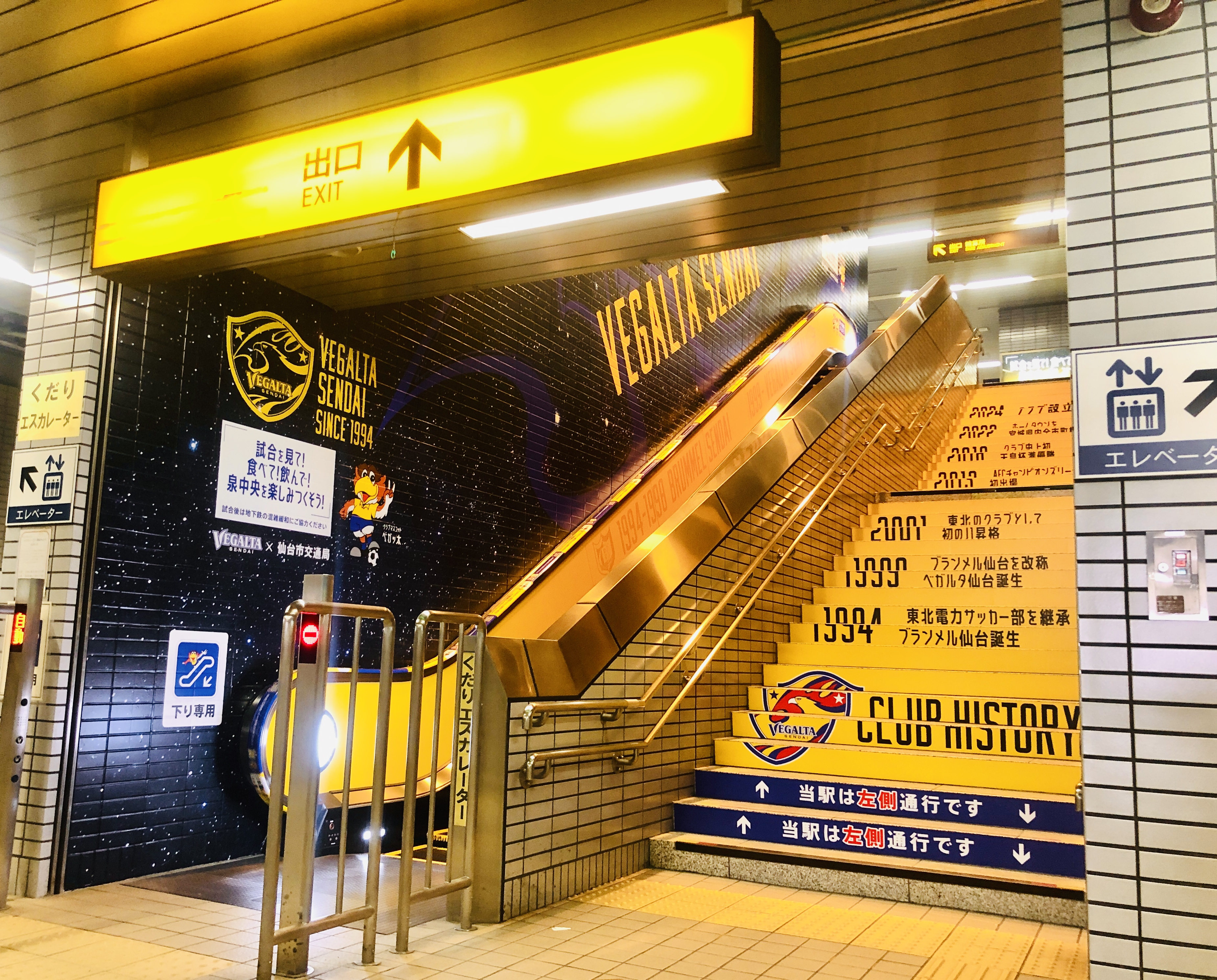
ベガルタ仙台ラッピング下り（2024年5月）